# Kodak DCS serie 400

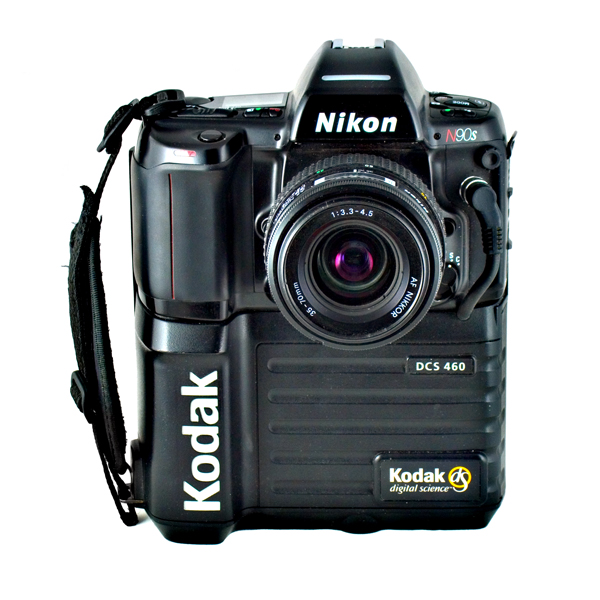
Kodak DCS 460

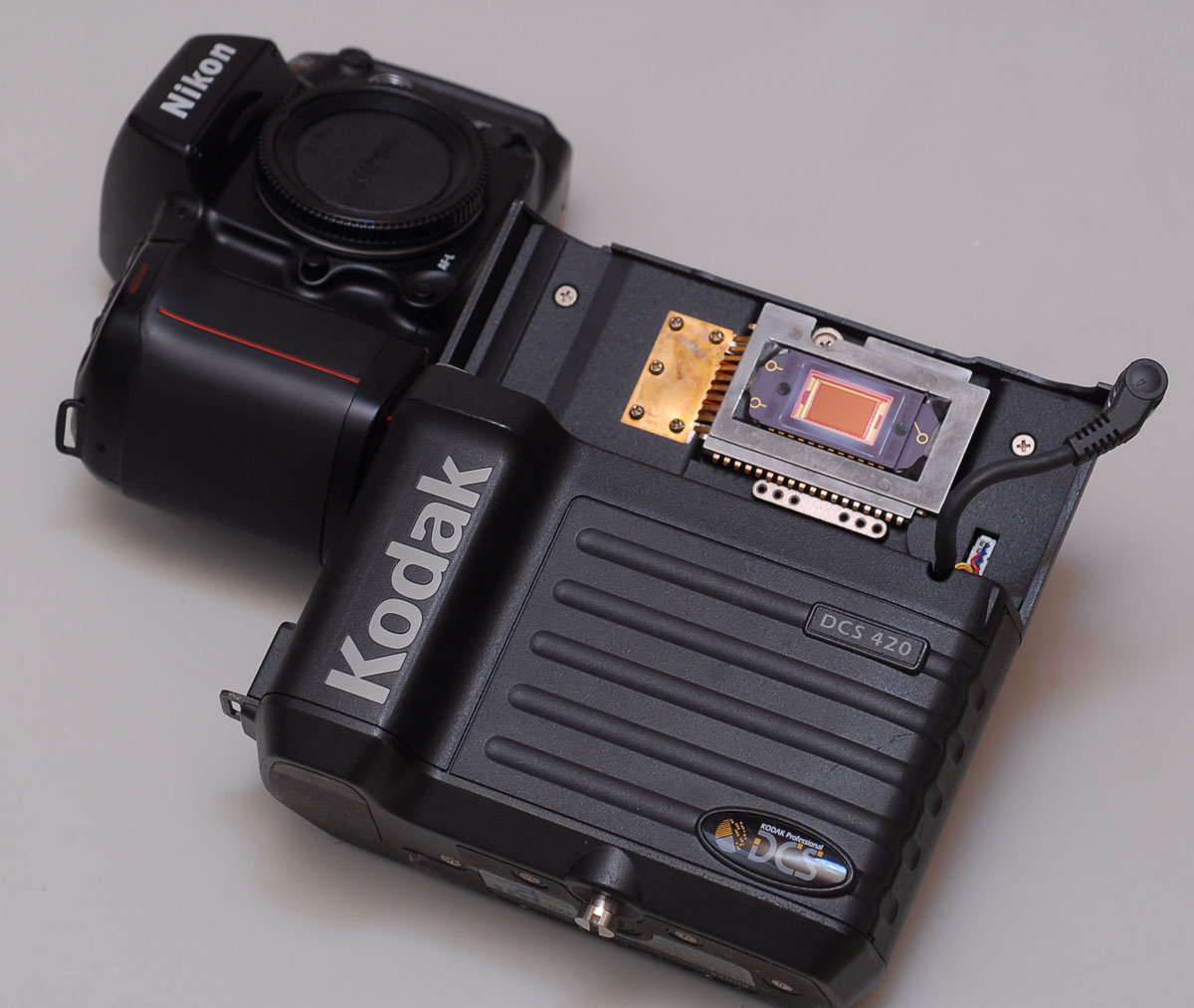
Un DCS 420 en modo de limpieza del sensor

El Kodak DCS 400 series era una serie de  cámaras digitales SLR  basadas en càmaras analógicas de Nikon añadiendo un bac-pack digital fabricado por Eastman Kodak con un sensor CCD y la electrónica asociada.
Las cámaras en esta serie incluyen el DCS 420 de 1,5 megapixel (introducido en agosto de 1994), el DCS 410 de 1,5 mpx (introducido en 1996), y el DSC 460 de 6,2 mpx (introducido en marzo de 1995). Además, Kodak vendió una versión de cuerpo trasero de DCS 460 adaptado para cuerpos de formato del medio como el DCS 465. Kodak También hizo un cámara especialmente para Associated Press. Lo se apellidó NC2000 (basado en el Nikon N90/F90), más tarde actualizado al NC2000e (basado en el Nikon N90s/F90x) utilizando muchos de los mismos componentes usados en la serie DCS 400. Kodak También utilizó el componente de procesamiento de imagen y la electrónica del DCS 420 para producir una versión digital de la cámara submarina Nikonos, la cual estuvo en producción en número limitado para aplicaciones militares y científicas como la denominación Kodak DCS 425.
Además de la versión de color estándar, Kodak hizo versiones monocromas e infrarrojas del DCS 420, el cual fueron denominadas 420m y 420IR respectivamente. había también versiones monocromas del DCS 460 y DCS 465, con la misma nomenclatura. Las versiones monocroma e infrarrojas son muy raras y tienden a alcanzar precios altos subastas y comercios de segundo mano.
La serie DCS 400 estuvieron basadas en las cámaras de película Nikon N90  de 35 mm (llamada F90x en Europa). El DCS 410 y algunos versiones tempranas del DCS 420 y 460 estuvieron basadas en el cuerpo  Nikon N90/F90. Después de que el Nikon N90s/F90x apareció a fines de 1994, Kodak empezó utilizar este modelo como base para la serie DCS 400. El cuerpo de cámara podía ser convertido nuevamente a una cámara de película sacando todos los componentes digitales, y reemplazando la parte trasera por la original.
Todas las cámaras de la serie utilizaban un CCD de 12 bit/canal. El sensor de 1,5 Mpx utilizado en las DCS 410 y DCS 420 mide 9,2 x 13,8 mm (factor de 2,6x comparado al formato de película de 35 mm). El sensor de 6,2 Mpx utilizado en las DCS 460 y DCS 465 mide 18,4 x 27,6 mm (factor de 1,3x). El sensor de 1,3 Mpx utilizado en las NC2000 y NC2000e mide 16,4 x 20,5 mm (factor de 1,6x) con una proporción de aspecto inusual (5:4).
En 1995, la DCS 460 era la cámara digital de más alta resolución disponible y su precio de lista era de 35.600 USD. Cuándo se liquidaron en noviembre de 2000, el precio había caído a 2.500 USD.